# Adonisea avemensis
Adonisea avemensis là một loài bướm đêm trong họ Noctuidae.